# Lotus T127
Der Lotus T127 ist ein Formel-1-Rennwagen und der Einsatzwagen von Lotus Racing in der Formel-1-Saison 2010.

## Renngeschichte
Der Lotus T127 ist der erste Formel-1-Rennwagen dieses Namens seit dem Rückzug von Team Lotus 1994. Das Fahrzeug wurde von Mike Gascoyne konstruiert und hat den Cosworth CA2010-2,4-Liter-V8-Motor als Antrieb im Heck. Die erste Testfahrt bestritt am 17. Februar 2010 Lotus-Testfahrer Fairuz Fauzy. In den Rennen wurde der T127 von Jarno Trulli und Heikki Kovalainen pilotiert.
Bei den beiden ersten Rennen in Bahrain und Australien hatten die beiden Lotus-Piloten sowohl im Training als auch im Rennen fast sechs Sekunden pro Runde Rückstand auf die Spitze.
Beide Fahrer konnten bis zum Ende der Saison keine Punkte mit dem Auto holen. Die beste Positionierung für Kovalainen war ein 12. Platz beim Großen Preis von Japan. Trulli erzielte bei diesem Grand Prix mit einem 13. Platz ebenfalls sein bestes Saisonergebnis.
Am 1. September führte Nabil Jeffri auf der Rollbahn des Imperial War Museum Duxford einen Aerodynamiktest durch. Mit 16 Jahre und 312 Tagen ist er der bis dahin jüngste Testfahrer der Formel-1-Geschichte.

## Ergebnisse
| Fahrer               | Nr.                  | 1   | 2   | 3  | 4   | 5   | 6   | 7   | 8   | 9   | 10 | 11  | 12 | 13 | 14  | 15  | 16 | 17  | 18 | 19 | Punkte | Rang |
| -------------------- | -------------------- | --- | --- | -- | --- | --- | --- | --- | --- | --- | -- | --- | -- | -- | --- | --- | -- | --- | -- | -- | ------ | ---- |
| Formel-1-Saison 2010 | Formel-1-Saison 2010 |     |     |    |     |     |     |     |     |     |    |     |    |    |     |     |    |     |    |    | —      | 10.  |
| J. Trulli            | 18                   | 17* | DNS | 17 | DNF | 17  | 15* | DNF | DNF | 21  | 16 | DNF | 15 | 19 | DNF | DNF | 13 | DNF | 19 | 21 | —      | 10.  |
| H. Kovalainen        | 19                   | 15  | 13  | NC | 14  | DNS | DNF | DNF | 16  | DNF | 17 | DNF | 14 | 16 | 18  | 16* | 12 | 13  | 18 | 17 | —      | 10.  |

| Legende  | Legende            | Legende                                                          |
| Farbe    | Abkürzung          | Bedeutung                                                        |
| -------- | ------------------ | ---------------------------------------------------------------- |
| Gold     | –                  | Sieg                                                             |
| Silber   | –                  | 2. Platz                                                         |
| Bronze   | –                  | 3. Platz                                                         |
| Grün     | –                  | Platzierung in den Punkten                                       |
| Blau     | –                  | Klassifiziert außerhalb der Punkteränge                          |
| Violett  | DNF                | Rennen nicht beendet (did not finish)                            |
| Violett  | NC                 | nicht klassifiziert (not classified)                             |
| Rot      | DNQ                | nicht qualifiziert (did not qualify)                             |
| Rot      | DNPQ               | in Vorqualifikation gescheitert (did not pre-qualify)            |
| Schwarz  | DSQ                | disqualifiziert (disqualified)                                   |
| Weiß     | DNS                | nicht am Start (did not start)                                   |
| Weiß     | WD                 | zurückgezogen (withdrawn)                                        |
| Hellblau | PO                 | nur am Training teilgenommen (practiced only)                    |
| Hellblau | TD                 | Freitags-Testfahrer (test driver)                                |
| ohne     | DNP                | nicht am Training teilgenommen (did not practice)                |
| ohne     | INJ                | verletzt oder krank (injured)                                    |
| ohne     | EX                 | ausgeschlossen (excluded)                                        |
| ohne     | DNA                | nicht erschienen (did not arrive)                                |
| ohne     | C                  | Rennen abgesagt (cancelled)                                      |
| ohne     | keine WM-Teilnahme |                                                                  |
| sonstige | P/fett             | Pole-Position                                                    |
| sonstige | 1/2/3/4/5/6/7/8    | Punktplatzierung im Sprint-/Qualifikationsrennen                 |
| sonstige | SR/kursiv          | Schnellste Rennrunde                                             |
| sonstige | *                  | nicht im Ziel, aufgrund der zurückgelegten Distanz aber gewertet |
| sonstige | ()                 | Streichresultate                                                 |
| sonstige | unterstrichen      | Führender in der Gesamtwertung                                   |